# Alegría de Satán
Alegría de Satán, también conocido como Alegria de Enki o Joy of Satan (JoS)  es una organización ocultista esotérica occidental fundada en 2002 por Maxine Dietrich (Andrea Maxine-Dietrich). Joy of Satan aboga por el " satanismo espiritual" o "satanismo teísta", una ideología que representa una síntesis única del satanismo teísta, el nazismo, el paganismo gnóstico, el esoterismo occidental, las teorías de la conspiración ovni y las creencias extraterrestres similares a las popularizadas por Zecharia Sitchin y David Icke.
Los miembros creen que Satanás es "El verdadero padre y Dios creador de la humanidad", cuyo deseo era que sus creaciones, la humanidad, se elevaran a través del conocimiento y la comprensión.
Han sido tema de gran controversia por sus creencias antisemitas y una conexión con un expresidente del Movimiento Nacionalsocialista.

## Definición
La orientación de los Ministerios la alegría de satán ("Satanismo espiritual") es generalmente reconocida por algunos eruditos como una forma de esoterismo occidental, adoptando una forma esotérica de Satanismo laveyano en lugar de los inicios materialistas y carnales idealizados por Anton LaVey. Su relación con Satanás es descrita por el profesor de estudios religiosos, Christopher Partridge, como "el núcleo de un proyecto esotérico de transformación, basado en una relación personal o mística".

## Historia
A principios de la década de 2000, Maxine Dietrich comenzó la creación de Joy of Satan Ministries. Dietrich estableció una ideología satánica que se presentaría a sí misma como una forma esotérica del satanismo de LaVeyan, pero adoptaría un "satanismo tradicional" al establecer sus fundamentos satánicos a partir de las antiguas enseñanzas del Medio Oriente, el Lejano Oriente y Occidente, y solo reconocer los conceptos judaicos/abrahamicos de Satanás como una reacción. De la investigación de Zechariah Sitchin, Maxine Dietrich derivó la teoría de un antiguo conflicto entre razas extraterrestres avanzadas  e incorporó estas teorías en su ideología; concluyó que los judíos y las religiones abrahámicas eran producto de una raza alienígena hostil responsable de la deposición de las religiones paganas y sus dioses paganos (a quienes JoS identifica como demonios). Con esta reinterpretación, Joy of Satan recreó el Sigilo de Baphomet de Anton LaVey, un Sigil que incorporaría la escritura Cuneiforme en lugar de hebreo letras (que explican "Satanás" en escritura cuneiforme en lugar de "Leviatán" en hebreo). Estas teorías incorporadas, además de su desprecio por el misticismo judío, se convirtieron en la chispa de una controversia significativa para la organización religiosa.
Cuando la adopción del sentimiento antijudaico se había establecido por completo dentro de la ideología de JoS, más tarde se incorporarían más teorías antisemitas. En 2004, también se reveló que Clifford Herrington, presidente del Movimiento Nacionalsocialista, era el esposo de la suma sacerdotisa de la organización. Esta revelación expuso la división en la orientación religiosa del NSM y conducir a un gran debate y conflicto dentro del NSM y JoS. A pesar de los eventos, Joy of Satan continuó persistiendo y manteniendo su popularidad e importancia mientras era reconocido como una de las sectas satánicas más controvertidas en las corrientes del satanismo teísta.

## Creencias

### Extraterrestres
El ministerio presenta varias teorías extraterrestres, algunas de las cuales derivan del autor de antiguos astronautas, Zecharia Sitchin. JoS cree que Satanás y los demonios de Goetia son seres extraterrestres conscientes y poderosos responsables de la creación de la humanidad, y cuyos orígenes son anteriores a las religiones abrahámicas. 
También son identificados como Nephilim de la biblia hebrea. Según el sociólogo de la religión Massimo Introvigne, "Maxine Dietrich derivó de estas teorías las ideas de una mortal lucha entre alienígenas ilustrados y una monstruosa raza extraterrestre, la Reptilianos".

### Origen de la humanidad
Los ministerios Joy of Satan creen que uno de los alienígenas benignos, Enki, al que consideran el mismo Satanás, creó a sus colaboradores en la Tierra seres humanos a través de su avanzada tecnología de ingeniería genética. Joy of Satan considera que la más destacada de sus creaciones fue la raza nórdica-aria. Declaran que los reptilianos, a su vez, han creado su propia especie al combinar su propio ADN con el ADN de semi-animales humanoides con el resultado identificado como la raza judía.
Joy of Satan Ministries teoriza que después de que los extraterrestres benévolos abandonaron la Tierra hace 10.000 años, los agentes de los reptilianos crearon sus propias religiones, las religiones abrahámicas, que posteriormente comenzaron la deposición y difamación de las deidades paganas. Afirman que estas religiones calumniaron a los extraterrestres benignos etiquetándolos como "diablos" y, a través de sus doctrinas, crearon un clima de terror dentro de la humanidad (por ejemplo, condenando la sexualidad), para poder programar y controlar mejor a los humanos. Afirman que Satanás, sin embargo, no abandonó a la humanidad, creyendo que se ha revelado en El Libro Negro de Satanás (que no debe confundirse con la escritura de la ONA del mismo nombre).

### Teología
Los seguidores de los Ministerios JoS son generalmente politeístas, y consideran que los demonios de Goetia tienen una existencia literal y que Satanás es su gobernante cardinal. Satanás y algunos demonios también son vistos como una de las muchas deidades y se equiparan con muchos dioses de culturas antiguas,  como Satanás, que sabía que era el dios sumerio Enki y el ángel yazidí Melek Taus. Si bien Satanás se considera una deidad dentro de JoS, se entiende que las propias deidades son seres extraterrestres humanoides altamente evolucionados, que no envejecen, sensibles y poderosos.
Mientras que Joy of Satan Ministries adopta los fundamentos satánicos de la biblia satánica de LaVey, Introvigne describe el satanismo de LaVeyan como más "racionalista" en comparación. En el relato de Asbjorn Dyrendal, reconoce "una atmósfera espiritual diferente de El satanismo de LaVeyan". Asbjorn afirma que "LaVey fue capaz de sugerir la realidad de fuerzas misteriosas y 'ocultas' mientras apelaba al mismo tiempo a un punto de vista ateo que, afirmó, estaba respaldado por la ciencia moderna. ." Además agrega que "La alegría de Satanás tiende a presentarse con un lenguaje más simple y espiritualizado".
Satanás es visto como una deidad importante por el ministerio, aunque no como un dios omnipotente y omnipresente. Lillith es otra deidad importante para el grupo, que es reconocida como "la patrona de las mujeres fuertes y una diosa de los derechos de las mujeres", así como el derecho al aborto y el control de la natalidad.

## Prácticas
El ministerio de la alegría de satan promueve una amplia variedad de prácticas ocultas, como métodos para la evocación de entidades demoníacas y pautas para hacer pactos con ellos. JoS considera que el satanismo, en la práctica, es la verdadera naturaleza de la humanidad que precede al cristianismo.

### Ocultismo
Los practicantes del ministerio pueden compartir prácticas similares de otros grupos bajo la secta satanista teísta y aquellos categorizados en la ideología esotérica.  De acuerdo con el autor cristiano Josh Peck, "el satanismo teísta participa en todas las prácticas de la Nueva Era bajo el sol en su dedicación a Satanás y la filosofía satánica". Refiriéndose al ministerio espiritual como ejemplo, señala sus métodos de adivinación en astrología, Magia, péndulo, runas, clarividencia , recuento de vidas pasadas, la glándula pineal y el tercer ojo, los chakras, tecnología bioeléctrica, el plano astral, hechizos, la serpiente kundalini, trance, así como métodos en autohipnosis, incienso, telequinesis y ondas cerebrales.
Jesper Petersen afirma que los practicantes que experimentan con las prácticas de meditación del JoS pueden encontrarlas útiles. Sus numerosos usos de la magia también van de lo simple a lo complejo. Estos incluyen hechicería, hechizos y varios tipos de brujería, todos los cuales requieren que el practicante aplique imaginativamente conocimientos y técnicas especializadas al objeto del hechizo, hipnotismo, curación y otro tipo de magia o adivinación. También ofrecen una variedad de técnicas ocultas en magia negra.

### Rituales
Según Jesper Petersen, "Los rituales propuestos por JoS son muy simples y no particularmente avanzados, y la mayoría consiste principalmente en ejercicios de visualización en lugar de rituales reales conocidos en la cultura satánica dominante. A pesar de lo que comúnmente se cree, el proceso de sus rituales es no una negociación o 'ejercicios del mal, sino más bien una 'comunicación telepática' con antropomórficos seres, con un tono casi jovial a lo largo de varios rituales". El JoS también afirma que Satanás reconoce la falta de fondos y no espera que sus adherentes tengan artículos caros para el ritual en comparación con los ideales de una iglesia cristiana moderna. Algo similar pasa cuando se habla de la escasez de velas negras.
Los iniciados comienzan un "compromiso formal" que se firma con sangre y se quema para participar plenamente en la obra de Satanás sobre la humanidad, lo que implica un crecimiento en el conocimiento espiritual y el poder personal. En los rituales devocionales estándar , su orientación se describe como un cambio del control al apego y el autodesarrollo, en el que sus rituales no tienen la intención de invocar demonios por la fuerza, sino que permiten experiencias místicas y empoderamiento más en sintonía con sus preocupaciones expresivas. La parte central de su "Ritual estándar para Satanás" consiste en leer oraciones y "comunicarse con el padre Satanás uno a uno", lo que Jesper Petersen considera "una ruptura sorprendente con las actividades ceremoniales más tradicionales conocidas en la cultura satánica dominante". La estructura del ritual también se considera bastante estándar, después de los preparativos adecuados (baño, encendido de velas, etc.), el ritual comienza con tocar la campana e invocar a "Los cuatro príncipes del infierno". En la parte principal, se recita la Invocación a Satanás, estableciendo un vínculo propicio para la oración y la comunicación. El practicante, después de concluir sus esfuerzos, terminará el ritual con un cierre.
La destacada satanista teísta, Diane Vera, felicita a la propietaria del sitio JoS, Maxine Dietrich, afirmando que sus esfuerzos pioneros son una gran mejora con respecto a los métodos antiguos e irrespetuosos del grimorio.> El reverendo Jeff Rhoades también afirma que sus esfuerzos con los demonios son "con mucho más respeto que la mayoría de las versiones de Goetia y otros grimorios cristianos".
Los seguidores de Joy of Satan también pueden participar en rituales contra aquellos que se cree que son "enemigos de Satanás", una noción defendida como guerra espiritual.